# آرنولد بينوك
آرنولد بينوك هو ممثل كندي، ولد في 10 ديسمبر 1967 ببرمنغهام في المملكة المتحدة.

## أعمال

### أفلام
- (2008) هولك الخارق[3][4][5][6]

## وصلات خارجية
- آرنولد بينوك على موقع IMDb (الإنجليزية)
- آرنولد بينوك على موقع إن إن دي بي (الإنجليزية)
- آرنولد بينوك على موقع قاعدة بيانات الفيلم (الإنجليزية)